# Olympische Sommerspiele 1964/Leichtathletik
| Leichtathletik bei den XVIII. Olympischen Spielen | Leichtathletik bei den XVIII. Olympischen Spielen |
| Olympische Ringe · Leichtathletik                 | Olympische Ringe · Leichtathletik                 |
| Informationen                                     | Informationen                                     |
| ------------------------------------------------- | ------------------------------------------------- |
| Datum:                                            | 14. bis 21. Oktober                               |
| Wettkampfort:                                     | Tokio                                             |
| Austragungsort:                                   | Olympiastadion                                    |
| Entscheidungen:                                   | Männer: 24/Frauen: 12                             |
| ← Rom 1960                                        | Mexiko-Stadt 1968 →                               |
| Olympische Ringe                                  | Leichtathletik                                    |

| Logo der Olympischen Spiele 1964                       | Logo der Olympischen Spiele 1964                       | Logo der Olympischen Spiele 1964                       | Logo der Olympischen Spiele 1964                       | Logo der Olympischen Spiele 1964                       | Logo der Olympischen Spiele 1964                       |
| Olympische Spiele 1964 Medaillenspiegel Leichtathletik | Olympische Spiele 1964 Medaillenspiegel Leichtathletik | Olympische Spiele 1964 Medaillenspiegel Leichtathletik | Olympische Spiele 1964 Medaillenspiegel Leichtathletik | Olympische Spiele 1964 Medaillenspiegel Leichtathletik | Olympische Spiele 1964 Medaillenspiegel Leichtathletik |
| Platz                                                  | Mannschaft                                             | Goldmedaillen                                          | Silbermedaillen                                        | Bronzemedaillen                                        | Total                                                  |
| ------------------------------------------------------ | ------------------------------------------------------ | ------------------------------------------------------ | ------------------------------------------------------ | ------------------------------------------------------ | ------------------------------------------------------ |
| 1                                                      | USA                                                    | 14                                                     | 7                                                      | 3                                                      | 24                                                     |
| 2                                                      | Sowjetunion                                            | 5                                                      | 2                                                      | 11                                                     | 18                                                     |
| 3                                                      | Großbritannien                                         | 4                                                      | 7                                                      | 1                                                      | 12                                                     |
| 4                                                      | Deutschland                                            | 2                                                      | 5                                                      | 3                                                      | 10                                                     |
| 5                                                      | Polen                                                  | 2                                                      | 4                                                      | 2                                                      | 8                                                      |
| 6                                                      | Neuseeland                                             | 2                                                      | –                                                      | 2                                                      | 4                                                      |
| 7                                                      | Rumänien                                               | 2                                                      | –                                                      | 1                                                      | 3                                                      |
| 8                                                      | Australien                                             | 1                                                      | 1                                                      | 4                                                      | 6                                                      |
| 9                                                      | Italien                                                | 1                                                      | –                                                      | 1                                                      | 2                                                      |
| 10                                                     | Äthiopien                                              | 1                                                      | –                                                      | –                                                      | 1                                                      |
| 10                                                     | Belgien                                                | 1                                                      | –                                                      | –                                                      | 1                                                      |
| 10                                                     | Finnland                                               | 1                                                      | –                                                      | –                                                      | 1                                                      |
| 13                                                     | Ungarn                                                 | –                                                      | 3                                                      | 1                                                      | 4                                                      |
| 14                                                     | Tschechoslowakei                                       | –                                                      | 2                                                      | –                                                      | 2                                                      |
| 15                                                     | Trinidad und Tobago                                    | –                                                      | 1                                                      | 2                                                      | 3                                                      |
| 16                                                     | Frankreich                                             | –                                                      | 1                                                      | 1                                                      | 2                                                      |
| 16                                                     | Kanada                                                 | –                                                      | –                                                      | 1                                                      | 1                                                      |
| 18                                                     | Kuba                                                   | –                                                      | 1                                                      | –                                                      | 1                                                      |
| 18                                                     | Tunesien                                               | –                                                      | 1                                                      | –                                                      | 1                                                      |
| 20                                                     | Japan                                                  | –                                                      | –                                                      | 1                                                      | 1                                                      |
| 20                                                     | Kenia                                                  | –                                                      | –                                                      | 1                                                      | 1                                                      |
| 20                                                     | Schweden                                               | –                                                      | –                                                      | 1                                                      | 1                                                      |

Bei den XVIII. Olympischen Spielen 1964 in Tokio fanden 36 Wettkämpfe in der Leichtathletik statt, die im Olympiastadion Tokio ausgetragen wurden.

## Teilnehmer
Wie auch bei den letzten Olympischen Spielen gab es einige Probleme und Sonderfälle im Hinblick auf die Teilnahme bestimmter Nationen. Gleich fünf Nationen wurden vom IOC nicht zugelassen:
- Volksrepublik China – kein Mitglied des IOC. Im Gegensatz dazu war das kleinere Taiwan in Tokio dabei.
- Indonesien
- Nordkorea. Im Gegensatz dazu war Südkorea in Tokio dabei.
- Nordvietnam
- Südafrika

Die Westindische Föderation von den Karibikinseln trat nicht mehr als gemeinsames Team auf.
Letztmals wurde Deutschland wie bereits 1956 und 1960 durch eine gesamtdeutsche Mannschaft, gebildet von Sportlern aus der Bundesrepublik Deutschland und der DDR, vertreten. Verbunden war dieses Konstrukt inzwischen noch verschärft u. a. durch den Bau der Berliner Mauer mit vielen Auseinandersetzungen und Streitigkeiten zur Frage der Fahne, der Hymne, der offiziellen Bekleidung etc. Das IOC musste immer wieder vermitteln, bevor letzte Vereinbarungen getroffen waren. Wie in zahlreichen anderen Sportarten auch wurden Ausscheidungswettkämpfe zwischen den Sportlern aus Ost- und Westdeutschland ausgetragen, die über die Teilnahme an den Olympischen Spielen ausschlaggebend waren. Natürlich mussten bei Meldung von mehr als einem Sportler in einer Disziplin alle betroffenen Athleten den Regeln entsprechend die Olympianorm erfüllt haben, damit sie teilnahmeberechtigt waren. Von 1968 an traten die Bundesrepublik Deutschland und die DDR dann als jeweils eigenes Land bei Olympischen Spielen an.

## Stadion

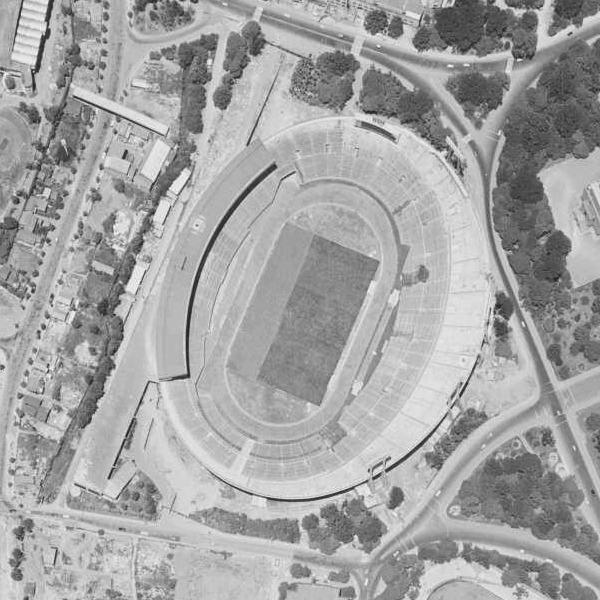
Luftaufnahme des Olympiastadions im Jahr 1963

Das Olympiastadion Tokio verfügte über acht Bahnen, daher konnten erstmals in allen Laufdisziplinen acht Teilnehmer am Endlauf teilnehmen. In den Wurfdisziplinen sowie im Weit- und Dreisprung wurden hingegen nur jeweils sechs Sportler zu den letzten drei Finalversuchen zugelassen. Diese Ungleichgewichtigkeit wurde vier Jahre später in Mexiko-Stadt auch für die Springer und Werfer angepasst.
Eröffnet wurde das Stadion sechs Jahre zuvor zu den Asienspielen 1958. Es hatte eine Kapazität für knapp 60.000 Zuschauer und besaß eine ausgezeichnete Bahn mit der üblichen Rundenlänge von vierhundert Metern. Letztmals wurden die Laufwettbewerbe der Leichtathletik auf einer Aschenbahn ausgetragen, bevor von 1968 an Kunststoffbahnen zur Verfügung standen.

## Wettbewerbe
Im Wettbewerbsangebot gab es zwei zusätzliche Disziplinen im Frauenbereich: den 400-Meter-Lauf und den Fünfkampf. Beide Wettbewerbe hatten ihre Premiere bei internationalen Meisterschaften bereits hinter sich, und zwar bei den Leichtathletik-Europameisterschaften. Der 400-Meter-Lauf hatte dort seit 1958 und der Fünfkampf sogar schon seit 1950 auf dem Programm gestanden.
Ansonsten war das Angebot identisch mit dem der letzten Spiele in Rom. Es gab 24 Disziplinen im Männerbereich und zwölf für die Frauen, die nun fünf Einzellaufdisziplinen – 100 Meter, 200 Meter, 400 Meter und 80 Meter Hürden und als Mittelstrecke 800 Meter – im Programm vorfanden. Im Laufbereich wurde darüber hinaus nur noch die 4-mal-100-Meter-Staffel ausgetragen. Mit Hoch- und Weitsprung gab es weiterhin zwei Sprungdisziplinen sowie mit Kugelstoßen, Diskuswurf und Speerwurf drei Stoß- und Wurfwettbewerbe. Dazu gab es mit dem Fünfkampf erstmals auch einen Mehrkampf. Bis heute – Stand Oktober 2017 – hat sich im Bereich der olympischen Männerdisziplinen nichts mehr verändert. Bei den Frauen dagegen standen noch zahlreiche Ergänzungen für die Zukunft an.

## Intersexualität bei Frauenwettbewerben
Bei diesen Spielen gab es drei sehr erfolgreiche Teilnehmerinnen, bei denen sich später die Frage nach dem Geschlechtsstatus stellte. Betroffen waren die Polin Ewa Kłobukowska, Olympiadritte über 100 Meter und Olympiasiegerin mit der 4-mal-100-Meter-Staffel sowie die beiden sowjetischen Geschwister Tamara Press (Olympiasiegerin Kugelstoßen/Diskuswurf) und Irina Press (Olympiasiegerin Fünfkampf/Olympiavierte 80 Meter Hürden).
Ewa Kłobukowska wurde nach einer Kontrolle im Jahr 1967 als intersexuell eingestuft und durfte nicht mehr an Frauenwettbewerben teilnehmen. Ihre hier in Tokio gewonnenen Medaillen wurden ihr allerdings nicht aberkannt. Der mit der polnischen Sprintstaffel erzielte Weltrekord dagegen wurde für ungültig erklärt und der zweitplatzierten Staffel der Vereinigten Staaten zuerkannt.
Tamara und Irina Press standen schon während ihrer aktiven Zeit in der Kritik, ihnen wurde nachgesagt, dass sie nicht wirklich weiblichen Geschlechts seien. Immer wieder wurden sie als „Press-Brothers“ bezeichnet. Nach Einführung der für Frauen entwürdigenden Sextests, bei denen sich die Wettbewerberinnen komplett nackt vor einem Ärztegremium zu präsentieren hatten, traten Tamara und Irina Press in internationalen Wettkämpfen nicht mehr auf. Da ihnen nie irgendeine Form von Intersexualität nachgewiesen wurde, blieben sie im Besitz aller erzielten Rekorde und Medaillen.

## Sportliche Erfolge
Das Leistungsniveau war auch bei dieser Großveranstaltung sehr hoch. In neun Disziplinen wurde der Weltrekord neun Mal verbessert oder eingestellt, in einer Disziplin war eine Weltbestleistung zu verzeichnen. In 21 Disziplinen gab es achtzig weitere verbesserte oder egalisierte olympische Rekorde.
- Weltrekorde im Einzelnen:
  - 100-Meter-Lauf, Männer: 10,0 s (egalisiert) – Bob Hayes (USA), Finale bei einem Rückenwind von 1,03 m/s
  - 4-mal-100-Meter-Staffel, Männer: 39,0 s – USA (Paul Drayton, Gerry Ashworth, Richard Stebbins, Bob Hayes), Finale
  - 4-mal-400-Meter-Staffel, Männer: 3:00,7 min – USA (Ollan Cassell, Mike Larrabee, Ulis Williams, Henry Carr), Finale
  - 100-Meter-Lauf, Frauen: 11,2 s (egalisiert) – Wyomia Tyus (USA), Viertelfinale bei einem Rückenwind von 0,22 m/s
  - 800-Meter-Lauf, Frauen: 2:01,1 min – Ann Packer (Großbritannien), Finale
  - 4-mal-100-Meter-Staffel, Frauen: 43,9 s – USA (Willye White, Wyomia Tyus, Marilyn White, Edith McGuire)
  - Weitsprung, Frauen: 6,76 m – Mary Rand (Großbritannien), Finale bei einem Gegenwind von 1,7 m/s
  - Speerwurf, Frauen: 62,40 m – Jelena Gortschakowa (Sowjetunion), Qualifikation
  - Fünfkampf, Frauen: 5246 P – Irina Press (Sowjetunion)
- Weltbestleistung:
  - Marathonlauf, Männer: 2:12:11,2 h – Abebe Bikila (Äthiopien)
- Olympische Rekorde im Einzelnen:
  - 200-Meter-Lauf, Männer: 20,3 s – Paul Drayton (USA), Halbfinale bei einem Rückenwind von 0,38 m/s
  - 200-Meter-Lauf, Männer: 20,3 s – Henry Carr (USA), Finale bei einem Gegenwind von 0,78 m/s
  - 800-Meter-Lauf, Männer: 1:46,1 min – George Kerr (Jamaika), Halbfinale
  - 800-Meter-Lauf, Männer: 1:46,1 min – Wilson Kiprugut (Kenia), Halbfinale
  - 800-Meter-Lauf, Männer: 1:45,1 min – Peter Snell (Neuseeland), Finale
  - 10.000-Meter-Lauf, Männer: 28:24,4 min – Billy Mills (USA), Finale
  - 3000-Meter-Hindernislauf, Männer: 8:33,0 min – Maurice Herriott (Großbritannien), Vorlauf
  - 3000-Meter-Hindernislauf, Männer: 8:31,8 min – Adolfas Aleksejūnas (Sowjetunion), Vorlauf
  - 3000-Meter-Hindernislauf, Männer: 8:30,8 min – Gaston Roelants (Belgien), Finale
  - 4-mal-100-Meter-Staffel, Männer: 39,5 s (egalisiert) – USA (Paul Drayton, Gerry Ashworth, Richard Stebbins, Bob Hayes), Finale
  - 20-km-Gehen, Männer: 1:29:34,0 h – Ken Matthews (Großbritannien)
  - 50-km-Gehen, Männer: 4:11:12,4 h – Abdon Pamich (Italien)
  - Hochsprung, Männer: 2,16 m (egalisiert) – Waleri Brumel (Sowjetunion), Finale
  - Hochsprung, Männer: 2,16 m (egalisiert) – John Thomas (USA), Finale
  - Hochsprung, Männer: 2,16 m (egalisiert) – John Rambo (USA), Finale
  - Hochsprung, Männer: 2,18 m –Waleri Brumel (Sowjetunion), Finale
  - Hochsprung, Männer: 2,18 m – John Thomas (USA), Finale
  - Stabhochsprung, Männer: 4,70 m (egalisiert) – Fred Hansen (USA), Finale
  - Stabhochsprung, Männer: 4,70 m (egalisiert) – Klaus Lehnertz (Deutschland), Finale
  - Stabhochsprung, Männer: 4,70 m (egalisiert) – Hennadij Blesnizow (Sowjetunion), Finale
  - Stabhochsprung, Männer: 4,70 m (egalisiert) – Pentti Nikula (Finnland), Finale
  - Stabhochsprung, Männer: 4,70 m (egalisiert) – Billy Pemelton (USA), Finale
  - Stabhochsprung, Männer: 4,70 m (egalisiert) – Gerry Moro (Kanada), Finale
  - Stabhochsprung, Männer: 4,70 m (egalisiert) – Risto Ankio (Finnland), Finale
  - Stabhochsprung, Männer: 4,70 m (egalisiert) – Rudolf Tomášek (Tschechoslowakei), Finale
  - Stabhochsprung, Männer: 4,70 m (egalisiert) – John Pennel (USA), Finale
  - Stabhochsprung, Männer: 4,70 m (egalisiert) – Roman Lešek (Jugoslawien), Finale
  - Stabhochsprung, Männer: 4,70 m (egalisiert) – Igor Feld (Sowjetunion), Finale
  - Stabhochsprung, Männer: 4,80 m – Fred Hansen (USA), Finale
  - Stabhochsprung, Männer: 4,80 m – Klaus Lehnertz (Deutschland), Finale
  - Stabhochsprung, Männer: 4,80 m – Manfred Preußger (Deutschland), Finale
  - Stabhochsprung, Männer: 4,80 m – Billy Pemelton (USA), Finale
  - Stabhochsprung, Männer: 4,80 m – Wolfgang Reinhardt (Deutschland), Finale
  - Stabhochsprung, Männer: 4,80 m – Rudolf Tomášek (Tschechoslowakei), Finale
  - Stabhochsprung, Männer: 4,80 m – Igor Feld (Sowjetunion), Finale
  - Stabhochsprung, Männer: 4,80 m – Pentti Nikula (Finnland), Finale
  - Stabhochsprung, Männer: 4,85 m – Fred Hansen (USA), Finale
  - Stabhochsprung, Männer: 4,85 m – Klaus Lehnertz (Deutschland), Finale
  - Stabhochsprung, Männer: 4,85 m – Hennadij Blesnizow (Sowjetunion), Finale
  - Stabhochsprung, Männer: 4,85 m – Pentti Nikula (Finnland), Finale
  - Stabhochsprung, Männer: 4,90 m – Klaus Lehnertz (Deutschland), Finale
  - Stabhochsprung, Männer: 4,90 m – Manfred Preußger (Deutschland), Finale
  - Stabhochsprung, Männer: 4,90 m – Rudolf Tomášek (Tschechoslowakei), Finale
  - Stabhochsprung, Männer: 4,90 m – Pentti Nikula (Finnland), Finale
  - Stabhochsprung, Männer: 4,90 m – Wolfgang Reinhardt (Deutschland), Finale
  - Stabhochsprung, Männer: 4,95 m – Hennadij Blesnizow (Sowjetunion), Finale
  - Stabhochsprung, Männer: 4,95 m – Klaus Lehnertz (Deutschland), Finale
  - Stabhochsprung, Männer: 5,00 m – Fred Hansen (USA), Finale
  - Stabhochsprung, Männer: 5,00 m – Wolfgang Reinhardt (Deutschland), Finale
  - Stabhochsprung, Männer: 5,00 m – Klaus Lehnertz (Deutschland), Finale
  - Stabhochsprung, Männer: 5,00 m – Manfred Preußger (Deutschland), Finale
  - Stabhochsprung, Männer: 5,05 m – Wolfgang Reinhardt (Deutschland), Finale
  - Stabhochsprung, Männer: 5,10 m – Fred Hansen (USA), Finale
  - Dreisprung, Männer: 16,85 m – Józef Szmidt (Polen), Finale bei einem Gegenwind von 1,3 m/s
  - Kugelstoßen, Männer: 20,20 m – Randy Matson (USA), Finale
  - Kugelstoßen, Männer: 20,33 m – Dallas Long (USA), Finale
  - Diskuswurf, Männer: 60,54 m – Al Oerter (USA), Qualifikation
  - Diskuswurf, Männer: 61,00 m – Al Oerter (USA), Finale
  - Hammerwurf, Männer: 67,99 m – Gyula Zsivótzky (Ungarn), Qualifikation
  - Hammerwurf, Männer: 69,09 m – Gyula Zsivótzky (Ungarn), Finale
  - Hammerwurf, Männer: 69,74 m – Romuald Klim (Sowjetunion), Finale
  - 200-Meter-Lauf, Frauen: 23,0 s – Edith McGuire (USA), Finale bei einem Rückenwind von 0,80 m/s
  - 400-Meter-Lauf, Frauen: 54,4 s – Antónia Munkácsi (Ungarn), Vorlauf
  - 400-Meter-Lauf, Frauen: 53,1 s – Ann Packer (Großbritannien), Vorlauf
  - 400-Meter-Lauf, Frauen: 52,7 s – Ann Packer (Großbritannien), Halbfinale
  - 400-Meter-Lauf, Frauen: 52,0 s – Betty Cuthbert (Australien), Finale
  - 800-Meter-Lauf, Frauen: 2:04,1 min (egalisiert) – Maryvonne Dupureur (Frankreich), Halbfinale
  - 80-Meter-Hürdenlauf, Frauen: 10,6 s (egalisiert) – Pam Kilborn (Australien), Halbfinale bei einem Rückenwind von 0,13 m/s
  - 80-Meter-Hürdenlauf, Frauen: 10,6 s (egalisiert) – Karin Balzer (Deutschland), Halbfinale bei einem Rückenwind von 1,71 m/s
  - Hochsprung, Frauen: 1,86 m – Iolanda Balaș (Rumänien), Finale
  - Hochsprung, Frauen: 1,90 m – Iolanda Balaș (Rumänien), Finale
  - Weitsprung, Frauen: 6,37 m (egalisiert) – Ingrid Becker (Deutschland), Qualifikation, bei einem Rückenwind von 1,8 m/s
  - Weitsprung, Frauen: 6,52 m – Mary Rand (Großbritannien), Qualifikation bei einem Rückenwind von 0,8 m/s
  - Weitsprung, Frauen: 6,59 m – Mary Rand (Großbritannien), Finale bei einem Rückenwind von 1,3 m/s
  - Weitsprung, Frauen: 6,63 m – Mary Rand (Großbritannien), Finale bei einem Rückenwind von 1,2 m/s
  - Kugelstoßen, Frauen: 17,51 m – Tamara Press (Sowjetunion), Finale
  - Kugelstoßen, Frauen: 17,72 m – Tamara Press (Sowjetunion), Finale
  - Kugelstoßen, Frauen: 18,14 m – Tamara Press (Sowjetunion), Finale
  - Diskuswurf, Frauen: 57,21 m – Ingrid Lotz (Deutschland), Finale
  - Diskuswurf, Frauen: 57,27 m – Tamara Press (Sowjetunion), Finale

Erfolgreichste Nation waren wie bei allen Spielen in der Leichtathletik zuvor die Vereinigten Staaten mit vierzehn Goldmedaillen. Der Abstand zum Zweiten in dieser Rangliste, der Sowjetunion, die fünf Olympiasiege zu verzeichnen hatte, war wieder größer geworden. Dahinter lag Großbritannien mit vier Goldmedaillen, gefolgt von vier Nationen mit je zwei Olympiasiegen: Deutschland, Polen Neuseeland und Rumänien, wobei Deutschland und Polen deutlich mehr Silbermedaillen errangen als die beiden anderen Länder. Für alle weiteren Nationen gab es in der Leichtathletik höchstens einen Olympiasieg.
Eine Sportlerin und vier Sportler errangen je zwei Goldmedaillen in der Leichtathletik bei diesen Spielen:
- Tamara Press (Sowjetunion): Kugelstoßen und Diskuswurf
- Peter Snell (Neuseeland): 800-Meter- und 1500-Meter-Lauf
- Bob Hayes (USA): 100-Meter-Lauf und 4-mal-100-Meter-Staffel
- Henry Carr (USA): 200-Meter-Lauf und 4-mal-400-Meter-Staffel
- Mike Larrabee (USA): 400-Meter-Lauf und 4-mal-400-Meter-Staffel

Darüber hinaus sind weitere drei Leistungen besonders hervorzuheben:
- Der US-amerikanische Diskuswerfer Al Oerter gewann seine dritte Goldmedaille nacheinander in dieser Disziplin.
- Der Äthiopier Abebe Bikila konnte als erster Marathonläufer seinen Olympiasieg wiederholen.
- Die Australierin Betty Cuthbert gewann nach ihren drei Sprintgoldmedaillen vor acht Jahren in Melbourne nun den neu eingeführten 400-Meter-Lauf.

Folgende hier siegreiche Leichtathleten hatten bereits bei früher ausgetragenen Olympischen Spielen Goldmedaillen errungen:
- Al Oerter, (USA) – Diskuswurf, Wiederholung seiner Erfolge von 1956 und 1960, damit jetzt dreifacher Olympiasieger
- Peter Snell, (Neuseeland) – 800-Meter-Lauf, Wiederholung seines Erfolgs von 1960, außerdem hier in Tokio siegreich im 1500-Meter-Lauf, damit jetzt dreifacher Olympiasieger
- Tamara Press, (Sowjetunion) – Kugelstoßen, Wiederholung ihres Erfolgs von 1960, außerdem hier in Tokio siegreich im Diskuswurf, damit jetzt dreifache Olympiasiegerin
- Abebe Bikila, (Äthiopien) – Marathonlauf, Wiederholung seines Erfolgs von 1960, damit jetzt zweifacher Olympiasieger
- Józef Szmidt, (Polen) – Dreisprung, Wiederholung seines Erfolgs von 1960, damit jetzt zweifacher Olympiasieger
- Iolanda Balaș, (Rumänien) – Hochsprung, Wiederholung ihres Erfolgs von 1960, damit jetzt zweifache Olympiasiegerin

## Resultate Männer

### 100 m

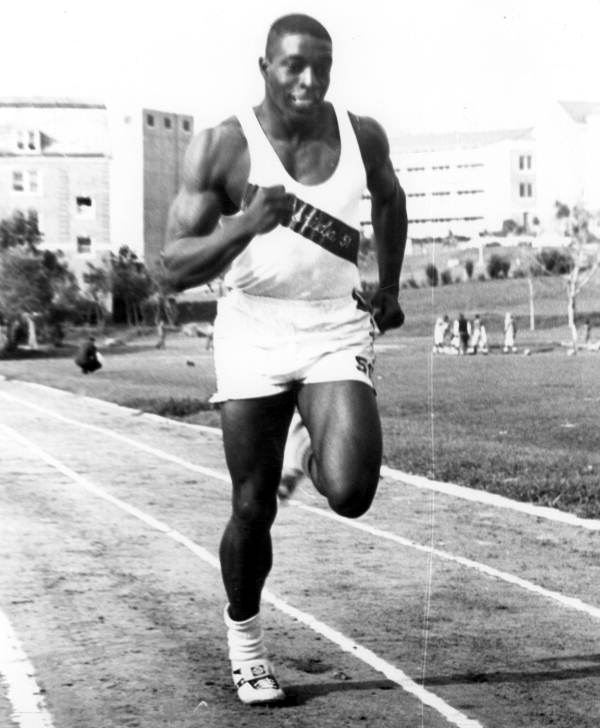
Der überlegene Olympiasieger Bob Hayes

| Platz | Athlet            | Land | Offiz. hand- gestoppte Zeit | Inoffiz. elek- tron. Zeit |
| ----- | ----------------- | ---- | --------------------------- | ------------------------- |
| 1     | Bob Hayes         | USA  | 10,0 s WRe/OR               | 10,06 s                   |
| 2     | Enrique Figuerola | CUB  | 10,2 s                      | 10,25 s                   |
| 3     | Harry Jerome      | CAN  | 10,2 s                      | 10,27 s                   |
| 4     | Wiesław Maniak    | POL  | 10,4 s                      | 10,42 s                   |
| 5     | Heinz Schumann    | EUA  | 10,4 s                      | 10,46 s                   |
| 6     | Gaoussou Koné     | CIV  | 10,4 s                      | 10,47 s                   |
| 6     | Mel Pender        | USA  | 10,4 s                      | 10,47 s                   |
| 8     | Tom Robinson      | BAH  | 10,5 s                      | 10,57 s                   |

Finale am 15. Oktober
Wind: +1,03 m/s

### 200 m
| Platz | Athlet           | Land | Offiz. hand- gestoppte Zeit | Inoffiz. elek- tron. Zeit |
| ----- | ---------------- | ---- | --------------------------- | ------------------------- |
| 1     | Henry Carr       | USA  | 20,3 s OR                   | 20,36 s                   |
| 2     | Paul Drayton     | USA  | 20,5 s000                   | 20,58 s                   |
| 3     | Edwin Roberts    | TRI  | 20,6 s000                   | 20,63 s                   |
| 4     | Harry Jerome     | CAN  | 20,7 s000                   | 20,79 s                   |
| 5     | Livio Berruti    | ITA  | 20,8 s000                   | 20,83 s                   |
| 6     | Marian Foik      | POL  | 20,8 s000                   | 20,83 s                   |
| 7     | Richard Stebbins | USA  | 20,8 s000                   | 20,89 s                   |
| 8     | Sergio Ottolina  | ITA  | 20,9 s000                   | 20,94 s                   |

Finale am 17. Oktober
Wind: −0,78 m/s

### 400 m

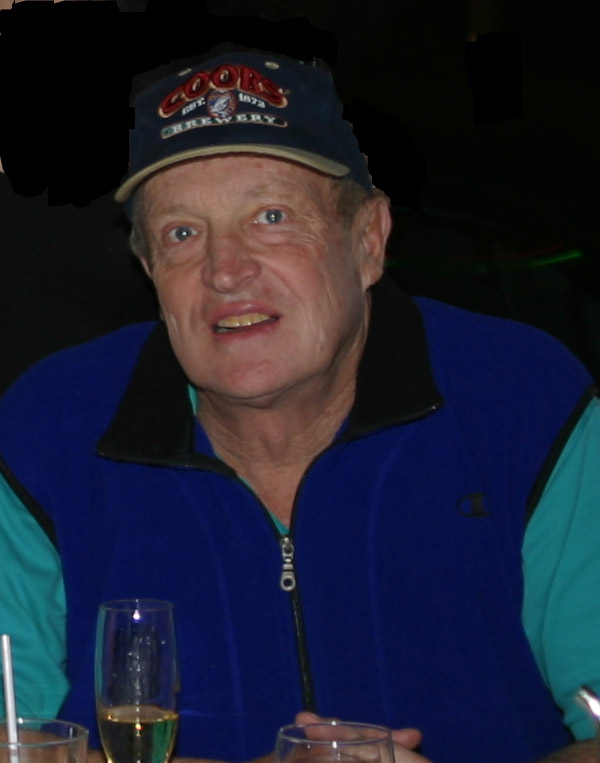
Etwas überraschend wurde Mike Larrabee (hier im Jahr 2002) Olympiasieger

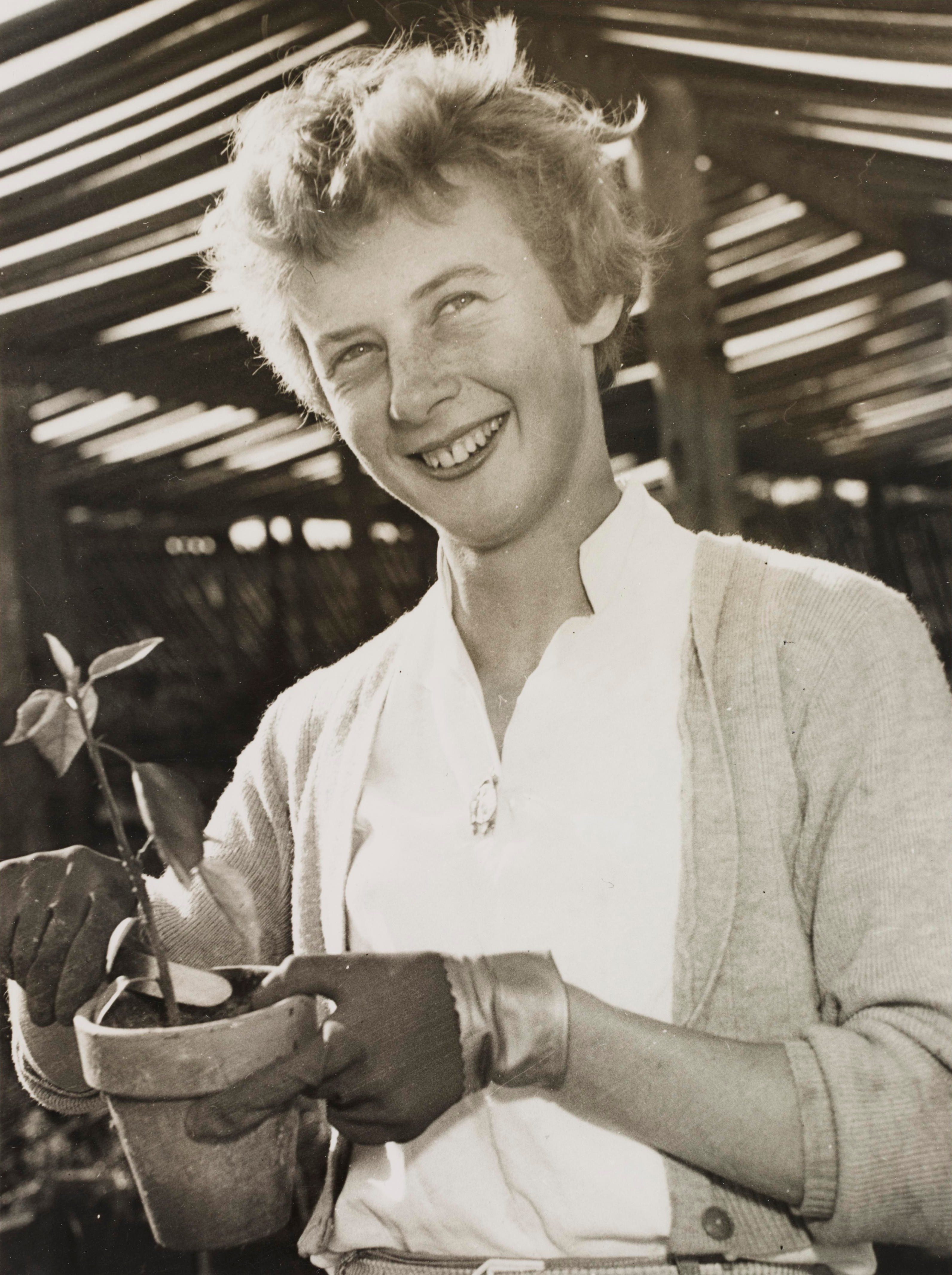
Nach dreimal Gold bei den Spielen acht Jahre zuvor wurde Betty Cuthbert die erste 400-Meter-Olympiasiegerin

| Platz | Athlet            | Land | Offiz. hand- gestoppte Zeit | Inoffiz. elek- tron. Zeit |
| ----- | ----------------- | ---- | --------------------------- | ------------------------- |
| 1     | Mike Larrabee     | USA  | 45,1 s                      | 45,15 s                   |
| 2     | Wendell Mottley   | TRI  | 45,2 s                      | 45,24 s                   |
| 3     | Andrzej Badeński  | POL  | 45,6 s                      | 45,64 s                   |
| 4     | Robbie Brightwell | GBR  | 45,7 s                      | 45,75 s                   |
| 5     | Ulis Williams     | USA  | 46,0 s                      | 46,01 s                   |
| 6     | Tim Graham        | GBR  | 46,0 s                      | 46,08 s                   |
| 7     | Peter Vassella    | AUS  | 46,3 s                      | 46,32 s                   |
| 8     | Edwin Skinner     | TRI  | 46,8 s                      | k. A.                     |

Finale am 19. Oktober

### 800 m

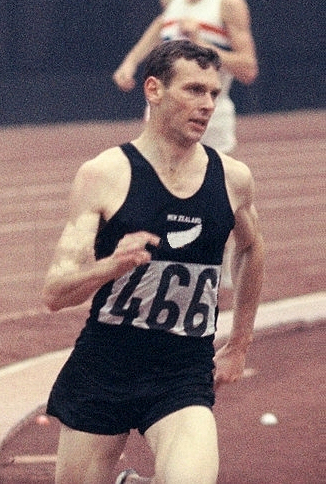
Peter Snell – zum zweiten Mal 800-Meter-Olympiasieger, fünf Tage später auch Gewinner über 1500 Meter

| Platz | Athlet             | Land | Zeit (min) |
| ----- | ------------------ | ---- | ---------- |
| 1     | Peter Snell        | NZL  | 1:45,1 OR  |
| 2     | Bill Crothers      | CAN  | 1:45,6000  |
| 3     | Wilson Kiprugut    | KEN  | 1:45,9000  |
| 4     | George Kerr        | JAM  | 1:45,9000  |
| 5     | Tom Farrell        | USA  | 1:46,6000  |
| 6     | Jerry Siebert      | USA  | 1:47,0000  |
| 7     | Dieter Bogatzki    | EUA  | 1:47,2000  |
| 8     | Jacques Pennewaert | BEL  | 1:50,5000  |

Finale am 16. Oktober

### 1500 m

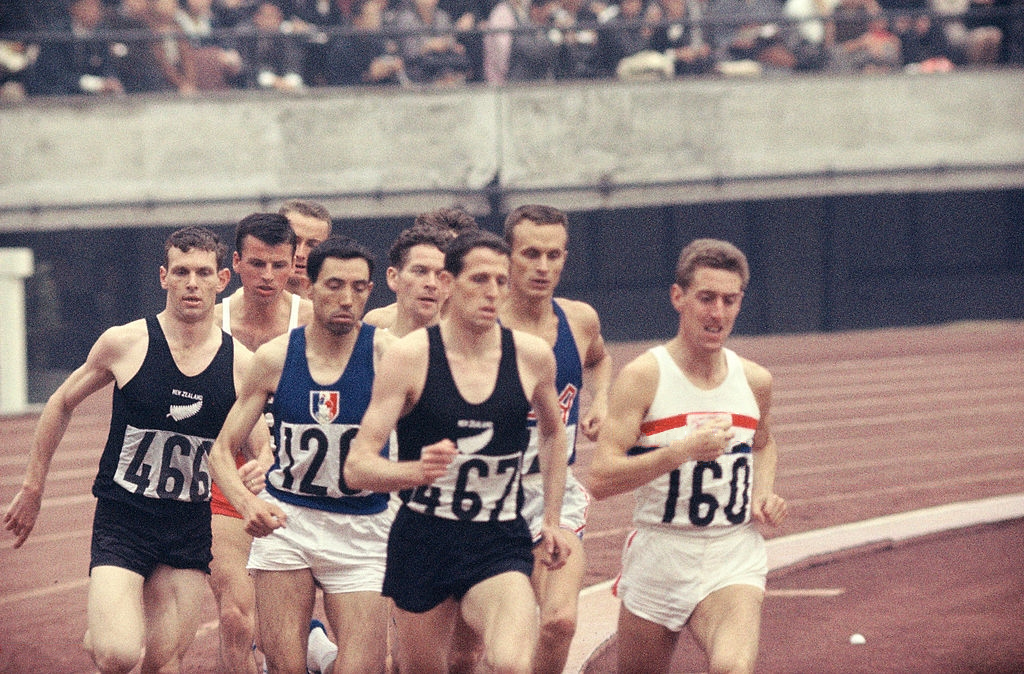
Das Finale: Snell (466), Bernard (120), Davies (467), Whetton (160) – hinter Snell und Bernard: Baran, dahinter Wadoux, zwischen Bernard und Davies: Simpson, im Hintergrund der Schopf von Odložil, zwischen Davies und Whetton: Burleson

| Platz | Athlet         | Land | Zeit (min) |
| ----- | -------------- | ---- | ---------- |
| 1     | Peter Snell    | NZL  | 3:38,1     |
| 2     | Josef Odložil  | TCH  | 3:39,6     |
| 3     | John Davies    | NZL  | 3:39,6     |
| 4     | Alan Simpson   | GBR  | 3:39,7     |
| 5     | Dyrol Burleson | USA  | 3:40,0     |
| 6     | Witold Baran   | POL  | 3:40,3     |
| 7     | Michel Bernard | FRA  | 3:41,2     |
| 8     | John Whetton   | GBR  | 3:42,4     |

Finale am 21. Oktober

### 5000 m
| Platz | Athlet         | Land | Zeit (min) |
| ----- | -------------- | ---- | ---------- |
| 1     | Bob Schul      | USA  | 13:48,8    |
| 2     | Harald Norpoth | EUA  | 13:49,6    |
| 3     | Bill Dellinger | USA  | 13:49,8    |
| 4     | Michel Jazy    | FRA  | 13:49,8    |
| 5     | Kipchoge Keino | KEN  | 13:50,4    |
| 6     | Bill Baillie   | NZL  | 13:51,0    |
| 7     | Nikolai Dutow  | URS  | 13:53,8    |
| 8     | Thor Helland   | NOR  | 13:57,0    |

Finale am 18. Oktober

### 10.000 m

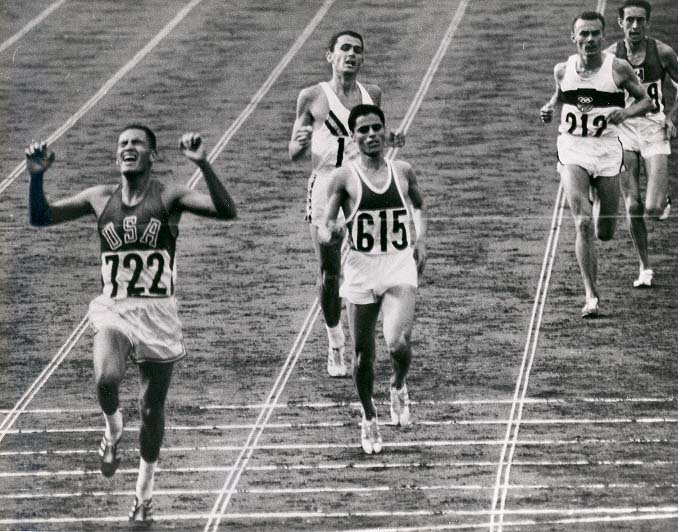
Zieleinlauf: Billy Mills vor Mohamed Gammoudi und Ron Clarke, innen der überrundete Deutsche Siegfried Herrmann

| Platz | Athlet            | Land | Zeit (min) |
| ----- | ----------------- | ---- | ---------- |
| 1     | Billy Mills       | USA  | 28:24,4 OR |
| 2     | Mohamed Gammoudi  | TUN  | 28:24,8    |
| 3     | Ron Clarke        | AUS  | 28:25,8    |
| 4     | Mamo Wolde        | ETH  | 28:31,8    |
| 5     | Leonid Iwanow     | URS  | 28:53,2    |
| 6     | Kōkichi Tsuburaya | JPN  | 28:59,4    |
| 7     | Murray Halberg    | NZL  | 29:10,8    |
| 8     | Tony Cook         | AUS  | 29:15,8    |

14. Oktober

### Marathon

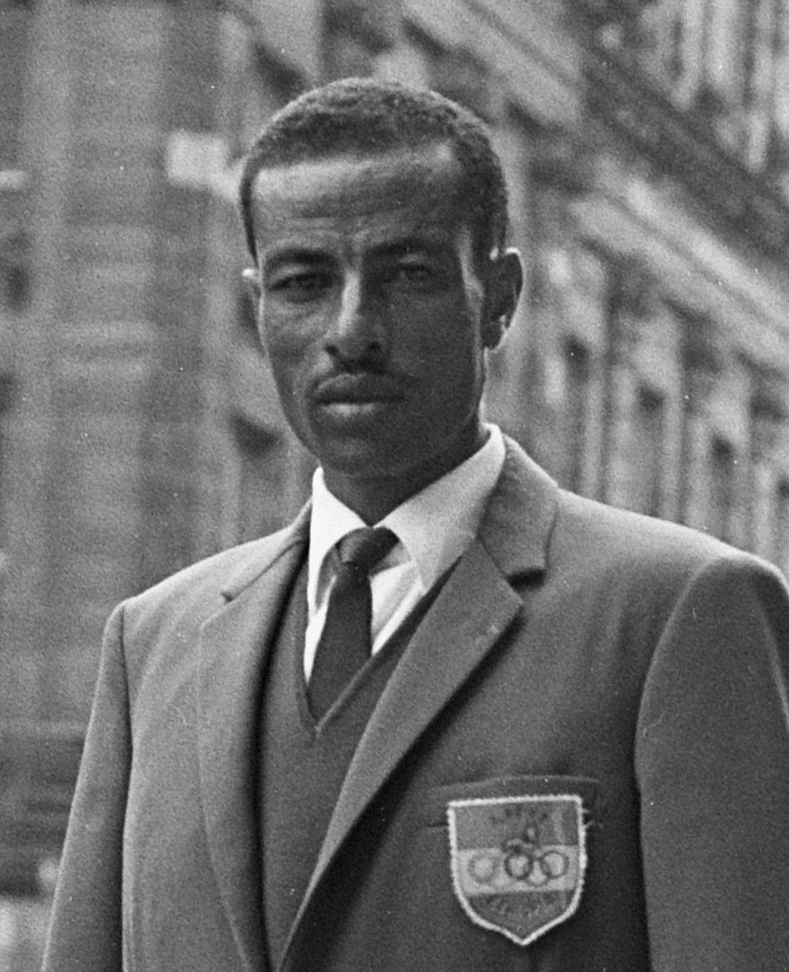
Abebe Bikila (Foto: 1968) – erster Marathonläufer, der seinen Olympiasieg wiederholen konnte

| Platz | Athlet                 | Land | Zeit (h)      |
| ----- | ---------------------- | ---- | ------------- |
| 1     | Abebe Bikila           | ETH  | 2:12:11,2 WBL |
| 2     | Basil Heatley          | GBR  | 2:16:19,2     |
| 3     | Kōkichi Tsuburaya      | JPN  | 2:16:22,8     |
| 4     | Brian Kilby            | GBR  | 2:17:02,4     |
| 5     | József Sütő            | HUN  | 2:17:55,8     |
| 6     | Buddy Edelen           | USA  | 2:18:12,4     |
| 7     | Aurèle Vandendriessche | BEL  | 2:18:42,6     |
| 8     | Kenji Kimihara         | JPN  | 2:19:49,0     |

21. Oktober

### 110 m Hürden
| Platz | Athlet                   | Land | Offiz. hand- gestoppte Zeit | Inoffiz. elek- tron. Zeit |
| ----- | ------------------------ | ---- | --------------------------- | ------------------------- |
| 1     | Hayes Jones              | USA  | 13,6 s                      | 13,67 s                   |
| 2     | Blaine Lindgren          | USA  | 13,7 s                      | 13,74 s                   |
| 3     | Anatoli Michailow        | URS  | 13,7 s                      | 13,78 s                   |
| 4     | Eddy Ottoz               | ITA  | 13,8 s                      | 13,84 s                   |
| 5     | Gurbachan Singh Randhawa | IND  | 14,0 s                      | 14,09 s                   |
| 6     | Marcel Duriez            | FRA  | 14,0 s                      | 14,0 s                    |
| 7     | Giovanni Cornacchia      | ITA  | 14,1 s                      | 14,12 s                   |
| 8     | Giorgio Mazza            | ITA  | 14,1 s                      | 14,17 s                   |

Finale am 18. Oktober
Wind: +2,00 m/s

### 400 m Hürden
| Platz | Athlet           | Land | Zeit (s) |
| ----- | ---------------- | ---- | -------- |
| 1     | Rex Cawley       | USA  | 49,6     |
| 2     | John Cooper      | GBR  | 50,1     |
| 3     | Salvatore Morale | ITA  | 50,1     |
| 4     | Gary Knoke       | AUS  | 50,4     |
| 5     | Jay Luck         | USA  | 50,5     |
| 6     | Roberto Frinolli | ITA  | 50,7     |
| 7     | Wassyl Anissimow | URS  | 51,1     |
| 8     | Wilfried Geeroms | BEL  | 51,4     |

Finale am 16. Oktober

### 3000 m Hindernis

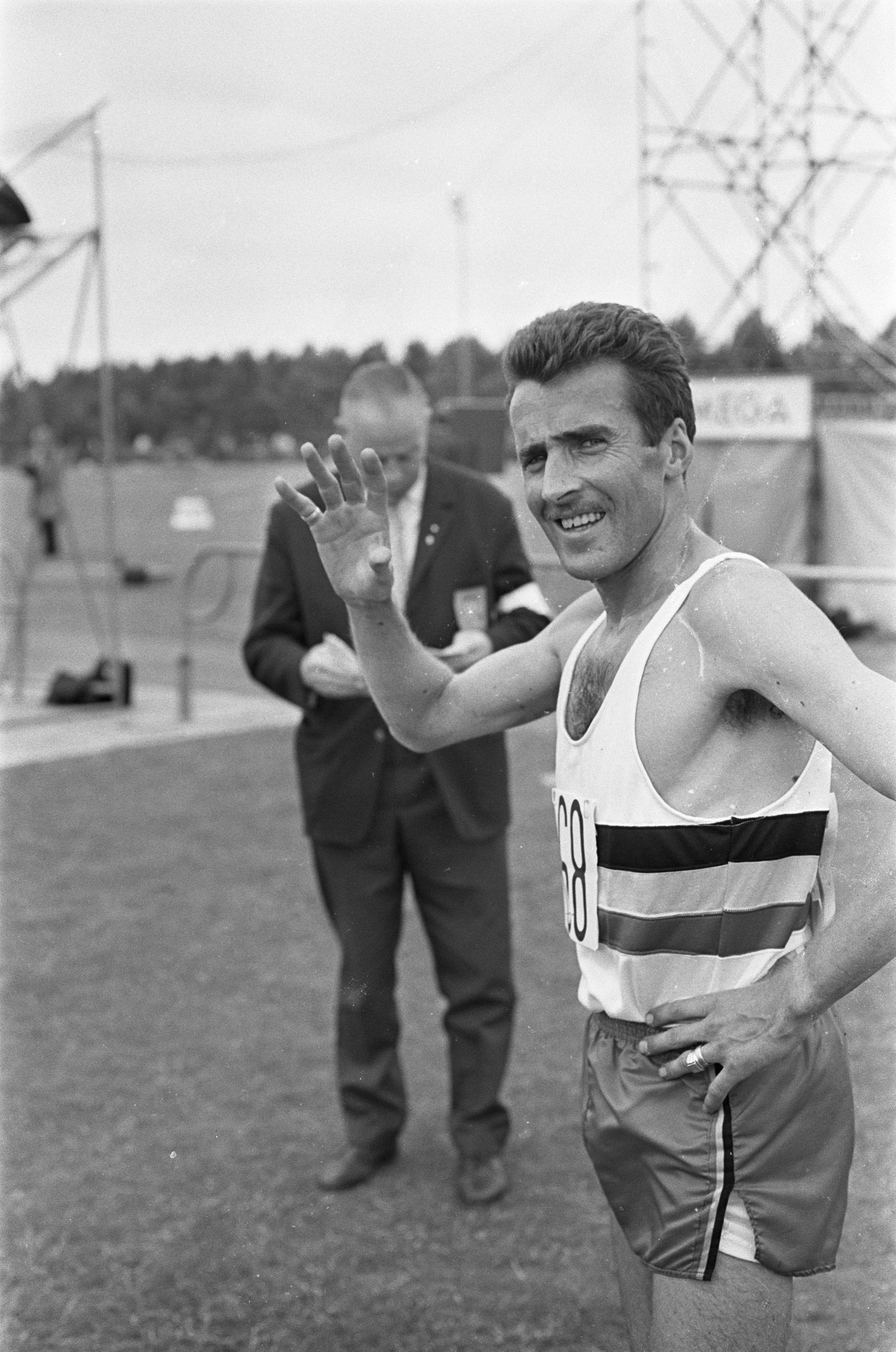
Nach Rang vier 1960 nun Gold für Gaston Roelants

| Platz | Athlet               | Land | Zeit (min) |
| ----- | -------------------- | ---- | ---------- |
| 1     | Gaston Roelants      | BEL  | 8:30,8 OR  |
| 2     | Maurice Herriott     | GBR  | 8:32,4     |
| 3     | Iwan Bjeljajew       | URS  | 8:33,8     |
| 4     | Manuel de Oliveira   | POR  | 8:36,2     |
| 5     | George Young         | USA  | 8:38,2     |
| 6     | Guy Texereau         | FRA  | 8:38,6     |
| 7     | Adolfas Aleksejūnas  | URS  | 8:39,0     |
| 8     | Lars-Erik Gustafsson | SWE  | 8:41,8     |

Finale am 17. Oktober

### 4 × 100 m Staffel
| Pl. | Land           | Athleten                                                           | Offiz. hand- gestoppte Zeit | Inoffiz. elek- tron. Zeit |
| --- | -------------- | ------------------------------------------------------------------ | --------------------------- | ------------------------- |
| 1   | USA            | Paul Drayton Gerry Ashworth Richard Stebbins Bob Hayes             | 39,0 s WR                   | 39,06 s                   |
| 2   | Polen          | Andrzej Zieliński Wiesław Maniak Marian Foik Marian Dudziak        | 39,3 s000                   | 39,36 s                   |
| 3   | Frankreich     | Paul Genevay Bernard Laidebeur Claude Piquemal Jocelyn Delecour    | 39,3 s000                   | 39,36 s                   |
| 4   | Jamaika        | Pablo McNeil Patrick Robinson Lynn Headley Dennis Johnson          | 39,4 s000                   | 39,39 s                   |
| 5   | Sowjetunion    | Edwin Osolin Boris Subow Gusman Kossanow Boris Sawtschuk           | 39,4 s000                   | 39,50 s                   |
| 6   | Venezuela      | Arquímedes Herrera Lloyd Murad Rafael Romero Hortensio Fucil       | 39,5 s000                   | 39,53 s                   |
| 7   | Italien        | Livio Berruti Ennio Preatoni Sergio Ottolina Pasquale Giannattasio | 39,5 s000                   | 39,54 s                   |
| 8   | Großbritannien | Peter Radford Ronald Jones Menzies Campbell Lynn Davies            | 39,6 s000                   | 39,69 s                   |

Finale am 21. Oktober

### 4 × 400 m Staffel
| Platz | Land                | Athleten                                                                | Zeit (min) |
| ----- | ------------------- | ----------------------------------------------------------------------- | ---------- |
| 1     | USA                 | Ollan Cassell Mike Larrabee Ulis Williams Henry Carr                    | 3:00,7 WR  |
| 2     | Großbritannien      | Tim Graham Adrian Metcalfe John Cooper Robbie Brightwell                | 3:01,6     |
| 3     | Trinidad und Tobago | Edwin Skinner Kent Bernard Edwin Roberts Wendell Mottley                | 3:01,7     |
| 4     | Jamaika             | Laurie Khan Malcolm Spence Melville Spence George Kerr                  | 3:02,3     |
| 5     | Deutschland         | Jörg Jüttner Hans-Ullrich Schulz Johannes Schmitt Manfred Kinder        | 3:04,3     |
| 6     | Polen               | Marian Filipiuk Ireneusz Kluczek Stanisław Swatowski Andrzej Badeński   | 3:05,3     |
| 7     | Sowjetunion         | Hryhorij Swerbetow Wiktor Bytschkow Wassyl Anissimow Wadym Archyptschuk | 3:05,9     |
| 8     | Frankreich          | Michel Hiblot Bernard Martin Germain Nelzy Jean-Pierre Boccardo         | 3:07,4     |

Finale am 21. Oktober

### 20 km Gehen

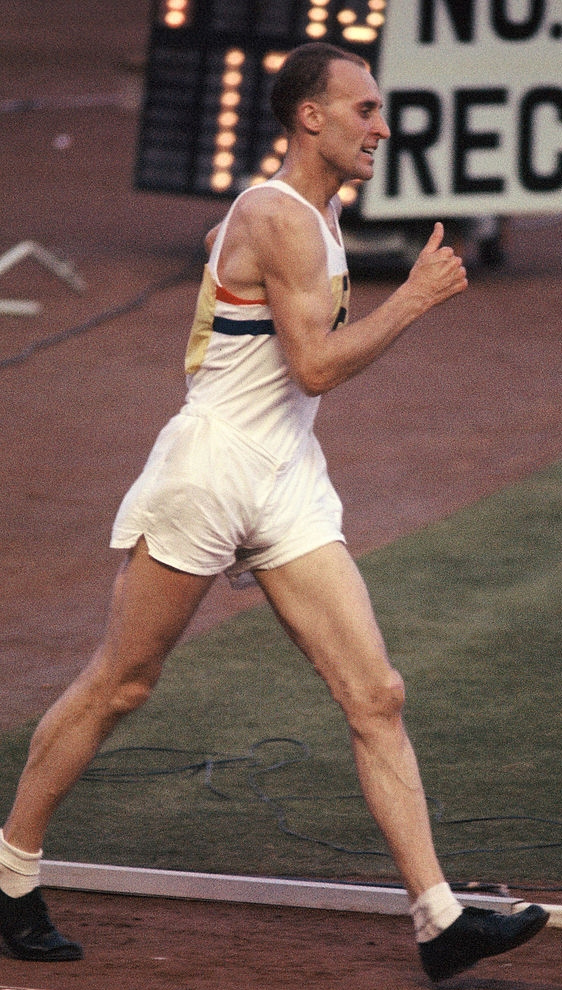
Olympiasieger Ken Matthews

| Platz | Athlet                  | Land | Zeit (h)     |
| ----- | ----------------------- | ---- | ------------ |
| 1     | Ken Matthews            | GBR  | 1:29:34,0 OR |
| 2     | Dieter Lindner          | EUA  | 1:31:13,2000 |
| 3     | Wolodymyr Holubnytschyj | URS  | 1:31:59,4000 |
| 4     | Noel Freeman            | AUS  | 1:32:06,8000 |
| 5     | Gennadi Solodow         | URS  | 1:32:33,0000 |
| 6     | Ronald Zinn             | USA  | 1:32:43,0000 |
| 7     | Barys Chralowitsch      | URS  | 1:32:45,4000 |
| 8     | John Edgington          | GBR  | 1:32:46,0000 |
| 9     | Gerhard Sperling        | EUA  | 1:33:15,8000 |
|       | …                       |      |              |
| 12    | Hans-Georg Reimann      | EUA  | 1:34:51,0000 |

15. Oktober

### 50 km Gehen
| Platz | Athlet            | Land | Zeit (h)     |
| ----- | ----------------- | ---- | ------------ |
| 1     | Abdon Pamich      | ITA  | 4:11:12,4 OR |
| 2     | Paul Nihill       | GBR  | 4:11:31,2000 |
| 3     | Ingvar Pettersson | SWE  | 4:14:17,4000 |
| 4     | Burkhard Leuschke | EUA  | 4:15:26,8000 |
| 5     | Bob Gardiner      | AUS  | 4:17:06,8000 |
| 6     | Christoph Höhne   | EUA  | 4:17:41,6000 |
| 7     | Anatoli Wedjakow  | URS  | 4:19:55,8000 |
| 8     | Kurt Sakowski     | EUA  | 4:20:31,0000 |

18. Oktober

### Hochsprung
| Platz | Athlet              | Land | Höhe (m) |
| ----- | ------------------- | ---- | -------- |
| 1     | Waleri Brumel       | URS  | 2,18 OR  |
| 2     | John Thomas         | USA  | 2,18 OR  |
| 3     | John Rambo          | USA  | 2,16000  |
| 4     | Stig Pettersson     | SWE  | 2,14000  |
| 5     | Robert Schawlakadse | URS  | 2,14000  |
| 6     | Ralf Drecoll        | EUA  | 2,09000  |
|       | Kjell-Åke Nilsson   | SWE  | 2,09000  |
| 8     | Ed Caruthers        | USA  | 2,09000  |

Finale am 21. Oktober

### Stabhochsprung
| Platz | Athlet             | Land | Höhe (m) |
| ----- | ------------------ | ---- | -------- |
| 1     | Fred Hansen        | USA  | 5,10 OR  |
| 2     | Wolfgang Reinhardt | EUA  | 5,05000  |
| 3     | Klaus Lehnertz     | EUA  | 5,00000  |
| 4     | Manfred Preußger   | EUA  | 5,00000  |
| 5     | Hennadij Blesnizow | URS  | 4,95000  |
| 6     | Rudolf Tomášek     | TCH  | 4,90000  |
| 7     | Pentti Nikula      | FIN  | 4,90000  |
| 8     | Billy Pemelton     | USA  | 4,80000  |

Finale am 17. Oktober

### Weitsprung
| Platz | Athlet             | Land | Weite (m) |
| ----- | ------------------ | ---- | --------- |
| 1     | Lynn Davies        | GBR  | 8,07      |
| 2     | Ralph Boston       | USA  | 8,03      |
| 3     | Igor Ter-Owanesjan | URS  | 7,99      |
| 4     | Wariboko West      | NGR  | 7,60      |
| 5     | Jean Cochard       | FRA  | 7,44      |
| 6     | Luis Felipe Areta  | ESP  | 7,34      |
| 7     | Mike Ahey          | GHA  | 7,30      |
| 8     | Andrzej Stalmach   | POL  | 7,26      |
|       | …                  |      |           |
| 10    | Wolfgang Klein     | EUA  | 7,15      |

Finale am 18. Oktober

### Dreisprung
| Platz | Athlet               | Land | Weite (m) |
| ----- | -------------------- | ---- | --------- |
| 1     | Józef Szmidt         | POL  | 16,85 OR  |
| 2     | Oleg Fjodossejew     | URS  | 16,58000  |
| 3     | Wiktor Krawtschenko  | URS  | 16,57000  |
| 4     | Fred Alsop           | GBR  | 16,46000  |
| 5     | Șerban Ciochină      | ROM  | 16,23000  |
| 6     | Manfred Hinze        | EUA  | 16,15000  |
| 7     | Georgi Stojkowski    | BUL  | 16,10 w0  |
| 8     | Hans-Jürgen Rückborn | EUA  | 16,09000  |

Finale am 16. Oktober

### Kugelstoßen
| Platz | Athlet              | Land | Weite (m) |
| ----- | ------------------- | ---- | --------- |
| 1     | Dallas Long         | USA  | 20,33 OR  |
| 2     | Randy Matson        | USA  | 20,20000  |
| 3     | Vilmos Varjú        | HUN  | 19,39000  |
| 4     | Parry O’Brien       | USA  | 19,20000  |
| 5     | Zsigmond Nagy       | HUN  | 18,88000  |
| 6     | Nikolai Karassjow   | URS  | 18,86000  |
| 7     | Les Mills           | NZL  | 18,52000  |
| 8     | Adolfas Varanauskas | URS  | 18,41000  |
|       | …                   |      |           |
| 11    | Rudolf Langer       | EUA  | 17,29000  |
| 12    | Dieter Hoffmann     | EUA  | 17,11000  |

Finale am 17. Oktober

### Diskuswurf
| Platz | Athlet              | Land | Weite (m) |
| ----- | ------------------- | ---- | --------- |
| 1     | Al Oerter           | USA  | 61,00 OR  |
| 2     | Ludvík Daněk        | TCH  | 60,52000  |
| 3     | Dave Weill          | USA  | 59,49000  |
| 4     | Jay Silvester       | USA  | 59,09000  |
| 5     | József Szécsényi    | HUN  | 57,23000  |
| 6     | Zenon Begier        | POL  | 57,06000  |
| 7     | Edmund Piątkowski   | POL  | 55,81000  |
| 8     | Wladimir Trussenjow | URS  | 54,78000  |
|       | …                   |      |           |
| 11    | Hartmut Losch       | EUA  | 52,08000  |

Finale am 15. Oktober

### Hammerwurf
| Platz | Athlet          | Land | Weite (m) |
| ----- | --------------- | ---- | --------- |
| 1     | Romuald Klim    | URS  | 69,74 OR  |
| 2     | Gyula Zsivótzky | HUN  | 69,09000  |
| 3     | Uwe Beyer       | EUA  | 68,09000  |
| 4     | Juri Nikulin    | URS  | 67,69000  |
| 5     | Juri Bakarinow  | URS  | 66,72000  |
| 6     | Hal Connolly    | USA  | 66,65000  |
| 7     | Ed Burke        | USA  | 65,66000  |
| 8     | Olgierd Ciepły  | POL  | 64,83000  |

Finale am 18. Oktober

### Speerwurf

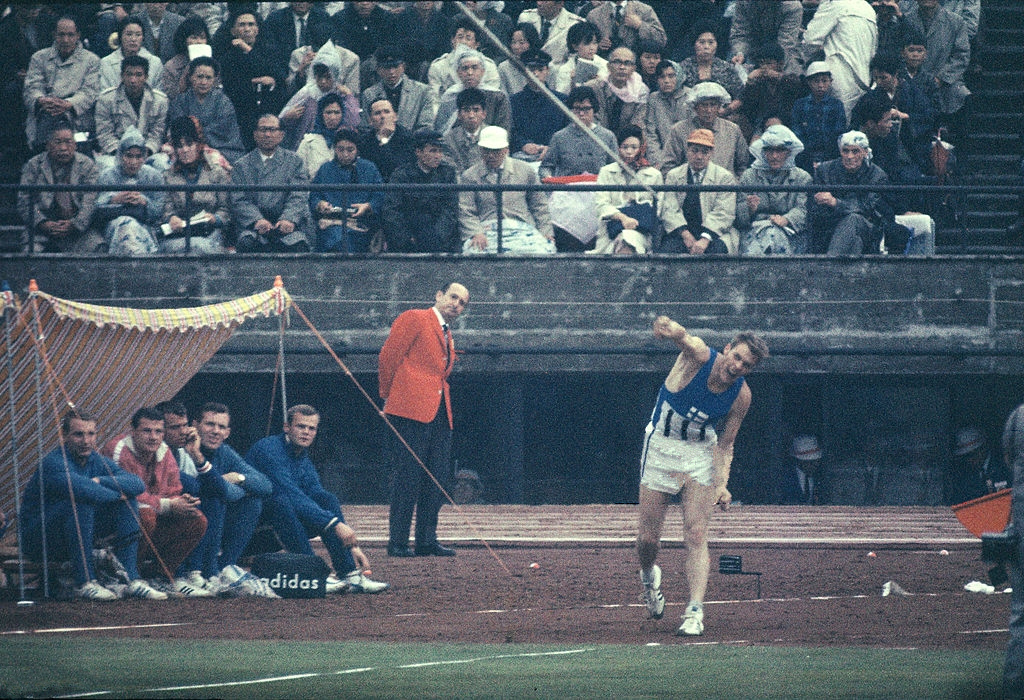
Olympiasieger Pauli Nevala in Aktion

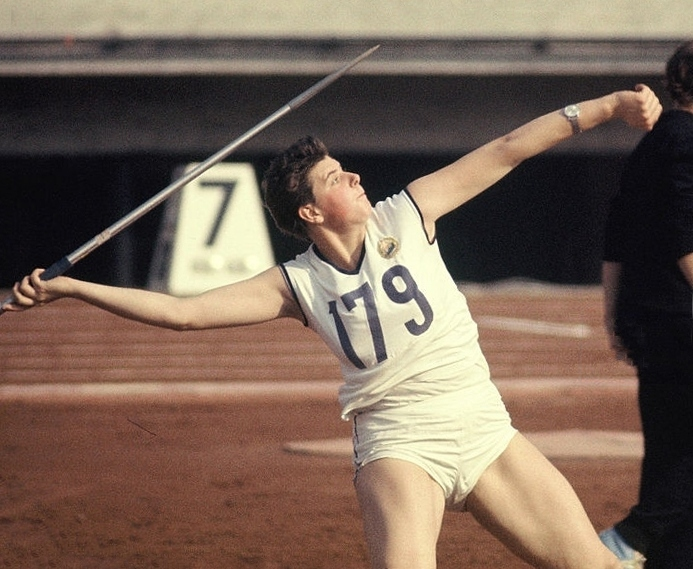
Olympiasiegerin Mihaela Peneș

| Platz | Athlet            | Land | Weite (m) |
| ----- | ----------------- | ---- | --------- |
| 1     | Pauli Nevala      | FIN  | 82,66     |
| 2     | Gergely Kulcsár   | HUN  | 82,32     |
| 3     | Jānis Lūsis       | URS  | 80,57     |
| 4     | Janusz Sidło      | POL  | 80,17     |
| 5     | Urs von Wartburg  | SUI  | 78,72     |
| 6     | Jorma Kinnunen    | FIN  | 76,94     |
| 7     | Rolf Herings      | EUA  | 74,72     |
| 8     | Wladimir Kusnezow | URS  | 74,26     |

Finale am 14. Oktober

### Zehnkampf
| Platz | Athlet                | Land | Punkte offiz. Wert. | Punkte 85er Wert. |
| ----- | --------------------- | ---- | ------------------- | ----------------- |
| 1     | Willi Holdorf         | EUA  | 7887                | 7960              |
| 2     | Rein Aun              | URS  | 7842                | 7677              |
| 3     | Hans-Joachim Walde    | EUA  | 7809                | 7666              |
| 4     | Paul Herman           | USA  | 7787                | 7651              |
| 5     | Yang Chuan-Kwang      | TPE  | 7650                | 7539              |
| 6     | Horst Beyer           | EUA  | 7647                | 7488              |
| 7     | Wassili Kusnezow      | URS  | 7569                | 7454              |
| 8     | Mychajlo Storoschenko | URS  | 7464                | 7421              |

19. und 20. Oktober

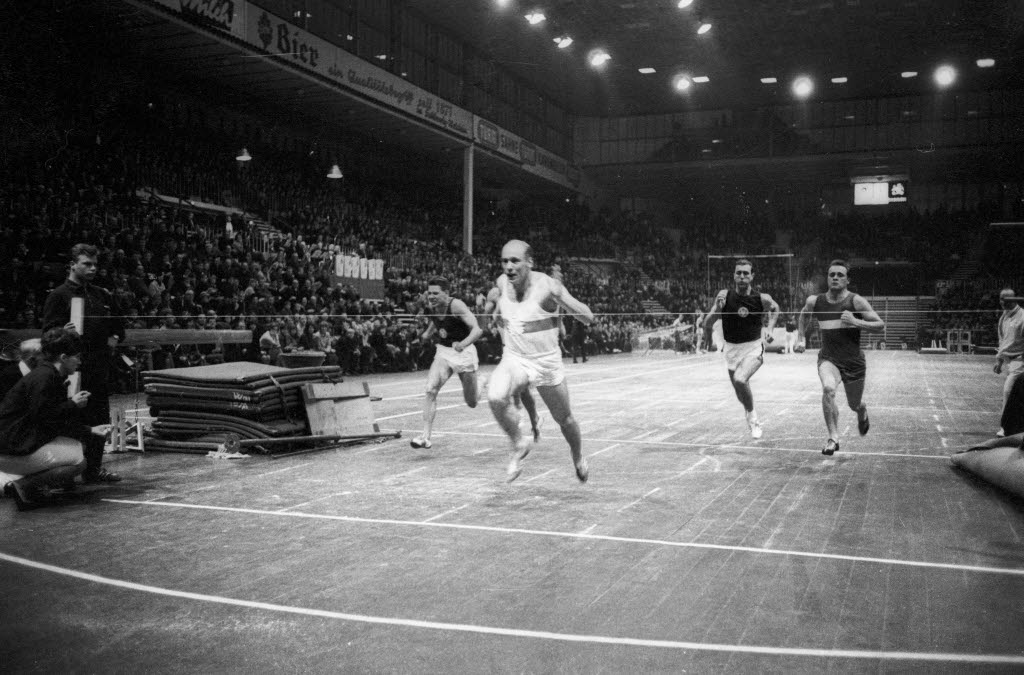
Olympiasieger Willi Holdorf als Sprintsieger
bei einem Hallensportfest 1965

Gewertet wurde nach der 1962 entwickelten Punktetabelle, die das seit 1952 gültige Wertungssystem ablöste.
Zur besseren Einordnung der Leistung sind neben den offiziellen Punkten nach der hier gültigen Wertungstabelle die nach dem heutigen Wertungssystem von 1985 umgerechneten Punktzahlen mit angegeben. Nach dieser heute gültigen Tabelle wäre die Reihenfolge der ersten Acht identisch mit der Wertung von 1964. Die Punktedifferenz zwischen dem Erst- und Zweitplatzierten wäre allerdings deutlich höher ausgefallen. Aber diese Vergleiche sind nur Anhaltswerte, denn als Grundlage müssen die jeweils unterschiedlichen Maßstäbe der Zeit gelten.

## Resultate Frauen

### 100 m
| Platz | Athletin         | Land | Offiz. hand- gestoppte Zeit | Inoffiz. elek- tron. Zeit |
| ----- | ---------------- | ---- | --------------------------- | ------------------------- |
| 1     | Wyomia Tyus      | USA  | 11,4 s                      | 11,49 s                   |
| 2     | Edith McGuire    | USA  | 11,6 s                      | 11,62 s                   |
| 3     | Ewa Kłobukowska  | POL  | 11,6 s                      | 11,64 s                   |
| 4     | Marilyn White    | USA  | 11,6 s                      | 11,67 s                   |
| 5     | Miguelina Cobián | CUB  | 11,7 s                      | 11,72 s                   |
| 6     | Marilyn Black    | AUS  | 11,7 s                      | 11,73 s                   |
| 7     | Halina Górecka   | POL  | 11,8 s                      | 11,83 s                   |
| 8     | Dorothy Hyman    | GBR  | 11,9 s                      | 11,90 s                   |

Finale am 16. Oktober
Wind: −1,25 m/s

### 200 m
| Platz | Athletin              | Land | Offiz. hand- gestoppte Zeit | Inoffiz. elek- tron. Zeit |
| ----- | --------------------- | ---- | --------------------------- | ------------------------- |
| 1     | Edith McGuire         | USA  | 23,0 s OR                   | 23,05 s                   |
| 2     | Irena Kirszenstein    | POL  | 23,1 s000                   | 23,13 s                   |
| 3     | Marilyn Black         | AUS  | 23,1 s000                   | 23,18 s                   |
| 4     | Una Morris            | JAM  | 23,5 s000                   | 23,58 s                   |
| 5     | Ljudmila Samotjossowa | URS  | 23,5 s000                   | 23,59 s                   |
| 6     | Barbara Sobotta       | POL  | 23,9 s000                   | 23,97 s                   |
| 7     | Janet Simpson         | GBR  | 23,9 s000                   | 23,98 s                   |
| 8     | Daphne Arden          | GBR  | 24,0 s000                   | 24,01 s                   |

Finale am 19. Oktober
Wind: +0,80 m/s

### 400 m
| Platz | Athletin             | Land | Offiz. hand- gestoppte Zeit | Inoffiz. elek- tron. Zeit |
| ----- | -------------------- | ---- | --------------------------- | ------------------------- |
| 1     | Betty Cuthbert       | AUS  | 52,0 s OR                   | 52,01 s                   |
| 2     | Ann Packer           | GBR  | 52,2 s000                   | 52,20 s                   |
| 3     | Judy Amoore          | AUS  | 53,4 s000                   | k. A.                     |
| 4     | Antónia Munkácsi     | HUN  | 54,4 s000                   | k. A.                     |
| 5     | Marija Itkina        | URS  | 54,6 s000                   | k. A.                     |
| 6     | Tilly van der Zwaard | NLD  | 55,2 s000                   | k. A.                     |
| 7     | Gertrud Schmidt      | EUA  | 55,4 s000                   | k. A.                     |
| 8     | Évelyne Lebret       | FRA  | 55,5 s000                   | k. A.                     |

Finale am 17. Oktober

### 800 m

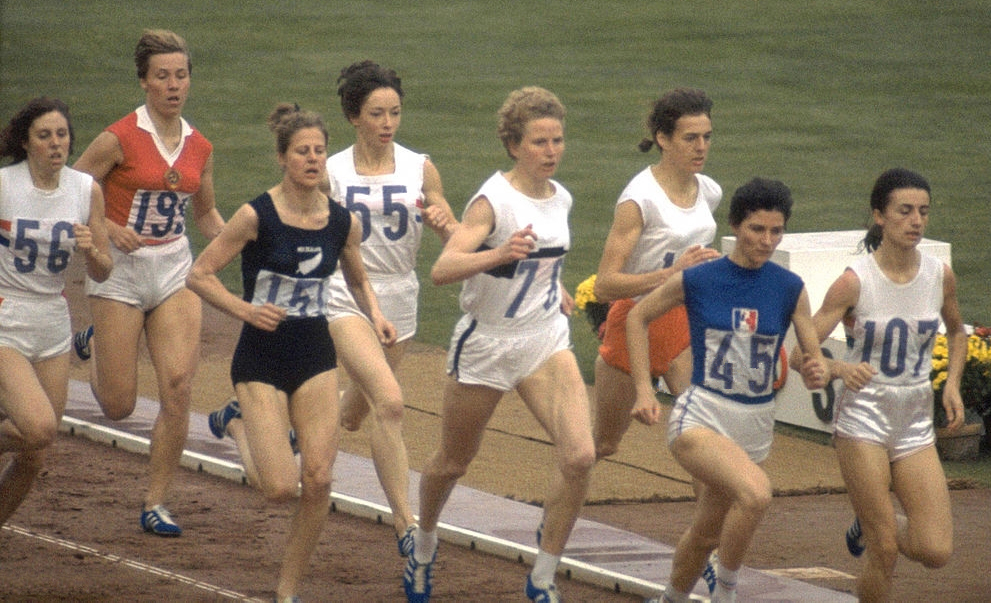
Die Läuferinnen im Finale (v. l. n. r.): Anne Smith, Laine Erik, Marise Chamberlain, Ann Packer, Antje Gleichfeld, Gerda Kraan, Maryvonne Dupureur, Zsuzsa Szabó

| Platz | Athletin           | Land | Zeit (min) |
| ----- | ------------------ | ---- | ---------- |
| 1     | Ann Packer         | GBR  | 2:01,1 WR  |
| 2     | Maryvonne Dupureur | FRA  | 2:01,9000  |
| 3     | Marise Chamberlain | NZL  | 2:02,8000  |
| 4     | Zsuzsa Szabó       | HUN  | 2:03,5000  |
| 5     | Antje Gleichfeld   | EUA  | 2:03,9000  |
| 6     | Laine Erik         | URS  | 2:05,1000  |
| 7     | Gerda Kraan        | NLD  | 2:05,8000  |
| 8     | Anne Smith         | GBR  | 2:05,8000  |

Finale am 20. Oktober

### 80 m Hürden
| Platz | Athletin         | Land | Offiz. hand- gestoppte Zeit | Inoffiz. elek- tron. Zeit |
| ----- | ---------------- | ---- | --------------------------- | ------------------------- |
| 1     | Karin Balzer     | EUA  | 10,5 s                      | 10,54 s                   |
| 2     | Teresa Ciepły    | POL  | 10,5 s                      | 10,55 s                   |
| 3     | Pam Kilborn      | AUS  | 10,5 s                      | 10,56 s                   |
| 4     | Irina Press      | URS  | 10,6 s                      | 10,62 s                   |
| 5     | Ikuko Yoda       | JPN  | 10,7 s                      | 10,72 s                   |
| 6     | Maria Piątkowska | POL  | 10,7 s                      | 10,76 s                   |
| 7     | Draga Stamejčič  | YUG  | 10,8 s                      | 10,86 s                   |
| 8     | Rosie Bonds      | USA  | 10,8 s                      | 10,88 s                   |

Finale am 19. Oktober
Wind: +2,23 m/s

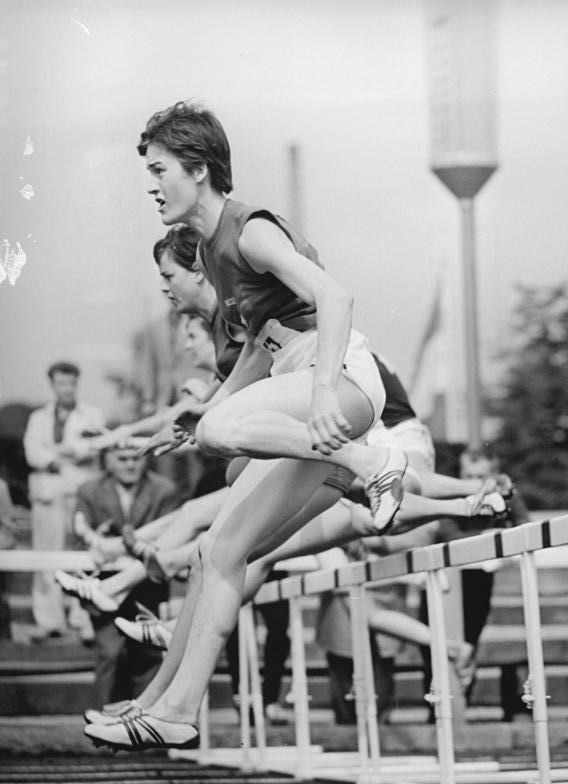
Olympiasiegerin Karin Balzer

Der Rückenwind war zu stark für eine Anerkennung der Zeiten in offiziellen Bestenlisten.

### 4 × 100 m Staffel
| Pl. | Land           | Athletinnen                                                      | Offiz. hand- gestoppte Zeit | Inoffiz. elek- tron. Zeit |
| --- | -------------- | ---------------------------------------------------------------- | --------------------------- | ------------------------- |
| 1   | Polen          | Teresa Ciepły Irena Kirszenstein Halina Herrmann Ewa Kłobukowska | 43,6 s000                   | 43,69 s                   |
| 2   | USA            | Willye White Wyomia Tyus Marilyn White Edith McGuire             | 43,9 s WR                   | 43,92 s                   |
| 3   | Großbritannien | Janet Simpson Mary Rand Daphne Arden Dorothy Hyman               | 44,0 s000                   | 44,09 s                   |
| 4   | Sowjetunion    | Galina Gaida Renāte Lāce Ljudmila Samotjossowa Galina Popowa     | 44,4 s000                   | 44,44 s                   |
| 5   | Deutschland    | Karin Frisch Erika Pollmann Martha Pensberger Jutta Heine        | 44,7 s000                   | k. A.                     |
| 6   | Australien     | Dianne Bowering Marilyn Black Margaret Burvill Joyce Bennett     | 45,0 s000                   | k. A.                     |
| 7   | Ungarn         | Erzsébet Bartos Margit Nemesházi Antónia Munkácsi Ida Such       | 45,2 s000                   | k. A.                     |
| 8   | Frankreich     | Marlène Canguio Danielle Guéneau Michèle Lurot Denise Guénard    | 46,1 s000                   | k. A.                     |

Finale am 21. Oktober
Nach einem Geschlechtstest vor dem Leichtathletik-Europacup 1967 wurde Ewa Kłobukowska als intersexuell eingestuft. 1969 strich der Weltleichtathletikverband Kłobukowskas erzielte Weltrekorde, darunter auch den von diesem Finale in Tokio. Die polnische Staffel blieb Olympiasieger, doch der Weltrekord wurde nun der zweitplatzierten US-Staffel zugesprochen, deren Zeit wie auch die der britischen Staffel unter dem zuvor bestehenden Weltrekord lag.

### Hochsprung

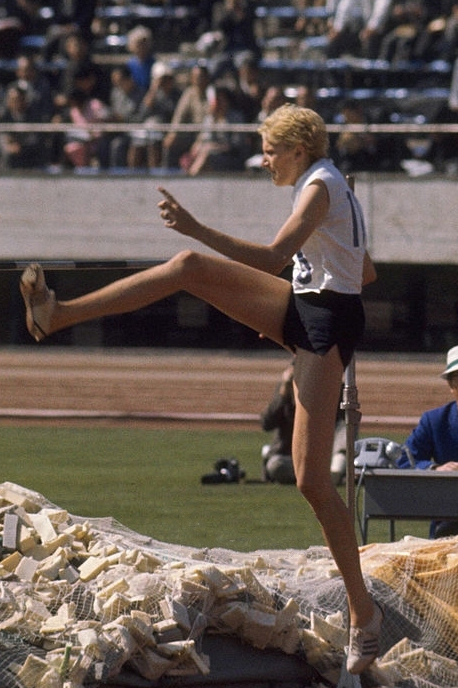
Iolanda Balaș beherrschte den Hochsprung nach Belieben und gewann ihr zweites Gold in Folge

| Platz | Athletin              | Land | Höhe (m) |
| ----- | --------------------- | ---- | -------- |
| 1     | Iolanda Balaș         | ROM  | 1,90 OR  |
| 2     | Michele Brown         | AUS  | 1,80000  |
| 3     | Taissija Tschentschik | URS  | 1,78000  |
| 4     | Aída dos Santos       | BRA  | 1,74000  |
| 5     | Dianne Gerace         | CAN  | 1,71000  |
| 6     | Frances Slaap         | GBR  | 1,71000  |
| 7     | Olga Gere-Pulić       | YUG  | 1,71000  |
| 8     | Eleanor Montgomery    | USA  | 1,71000  |

Finale am 15. Oktober

### Weitsprung
| Platz | Athletin                | Land | Weite (m) |
| ----- | ----------------------- | ---- | --------- |
| 1     | Mary Rand               | GBR  | 6,76 WR   |
| 2     | Irena Kirszenstein      | POL  | 6,60000   |
| 3     | Tatjana Schtschelkanowa | URS  | 6,42000   |
| 4     | Ingrid Becker           | EUA  | 6,40000   |
| 5     | Viorica Viscopoleanu    | ROM  | 6,35000   |
| 6     | Diana Jorgowa           | BUL  | 6,24000   |
| 7     | Hildrun Laufer          | EUA  | 6,24000   |
| 8     | Helga Hoffmann          | EUA  | 6,23000   |

Finale am 14. Oktober

### Kugelstoßen
| Platz | Athletin          | Land | Weite (m) |
| ----- | ----------------- | ---- | --------- |
| 1     | Tamara Press      | URS  | 18,14 OR  |
| 2     | Renate Culmberger | EUA  | 17,61000  |
| 3     | Galina Sybina     | URS  | 17,45000  |
| 4     | Valerie Young     | NZL  | 17,26000  |
| 5     | Margitta Helmbold | EUA  | 16,91000  |
| 6     | Irina Press       | URS  | 16,71000  |
| 7     | Nancy McCredie    | CAN  | 15,89000  |
| 8     | Ana Sălăgean      | ROM  | 15,83000  |

Finale am 20. Oktober

### Diskuswurf
| Platz | Athletin               | Land | Weite (m) |
| ----- | ---------------------- | ---- | --------- |
| 1     | Tamara Press           | URS  | 57,27 OR  |
| 2     | Ingrid Lotz            | EUA  | 57,21000  |
| 3     | Lia Manoliu            | ROM  | 56,97000  |
| 4     | Wirschinija Michajlowa | BUL  | 56,70000  |
| 5     | Jewgenija Kusnezowa    | URS  | 55,17000  |
| 6     | Jolán Kleiber          | HUN  | 54,87000  |
| 7     | Kriemhild Limberg      | EUA  | 53,81000  |
| 8     | Olimpia Cataramă       | ROM  | 53,08000  |

Finale am 19. Oktober

### Speerwurf
| Platz | Athletin            | Land | Weite (m) |
| ----- | ------------------- | ---- | --------- |
| 1     | Mihaela Peneș       | ROM  | 60,54     |
| 2     | Márta Rudas         | HUN  | 58,27     |
| 3     | Jelena Gortschakowa | URS  | 57,06     |
| 4     | Birutė Kalėdienė    | URS  | 56,31     |
| 5     | Elvīra Ozoliņa      | URS  | 54,81     |
| 6     | Maria Diaconescu    | ROM  | 53,71     |
| 7     | Hiroko Satō         | JPN  | 52,48     |
| 8     | Anneliese Gerhards  | EUA  | 52,37     |

Finale am 16. Oktober

### Fünfkampf

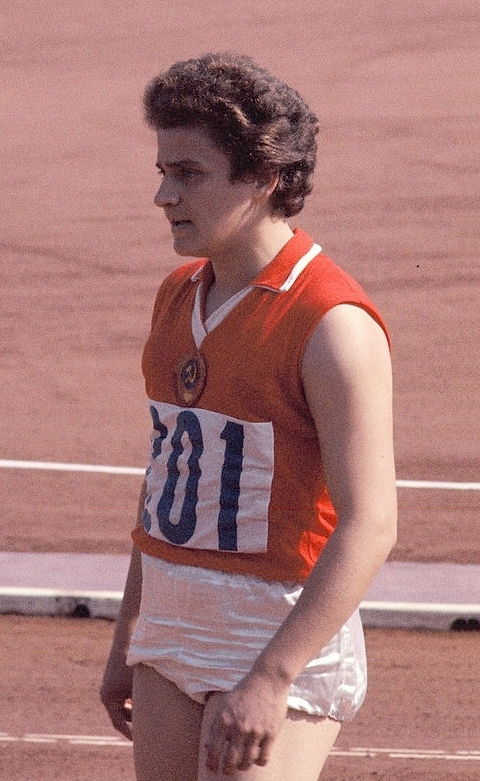
Irina Press: die erste Fünfkampf-Olympiasiegerin siegte mit Weltrekord

| Platz | Athletin        | Land | P – offiz. Wert. | P – 81er Wert. |
| ----- | --------------- | ---- | ---------------- | -------------- |
| 1     | Irina Press     | URS  | 5246 WR          | 4730           |
| 2     | Mary Rand       | GBR  | 5035000          | 4538           |
| 3     | Galina Bystrowa | URS  | 4956000          | 4401           |
| 4     | Mary Peters     | GBR  | 4797000          | 4200           |
| 5     | Draga Stamejčič | YUG  | 4790000          | 4229           |
| 6     | Helga Hoffmann  | EUA  | 4737000          | 4205           |
| 7     | Pat Winslow     | USA  | 4724000          | 4123           |
| 8     | Ingrid Becker   | EUA  | 4717000          | 4147           |

16. und 17. Oktober
Erstmals fand bei Olympischen Spielen der Mehrkampf für die Frauen statt. Die fünf ausgetragenen Disziplinen waren: 80-Meter-Hürdenlauf, Kugelstoßen, Hochsprung, Weitsprung und 200-Meter-Lauf.

## Video
- The Complete Tokyo 1964 Olympics Film | Olympic History, abgerufen am 14. September 2021